# تپه مزرعه بزرگ حصار
تپه مزرعه بزرگ حصار مربوط به دوران‌های تاریخی پس از اسلام است و در شهرستان اراک، بخش مرکزی، روستای مراد آباد واقع شده و این اثر در تاریخ ۱۱ دی ۱۳۸۰ با شمارهٔ ثبت ۴۶۱۸ به‌عنوان یکی از آثار ملی ایران به ثبت رسیده است.